# مينلاند (شتلاند)
مَينلَند أو مينلاند (بالإنجليزية: Mainland)‏ هي الجزيرة الرئيسية في أرخبيل شِتلند بإسكتلندا. تضم الجزيرة بلدة وحيدة متمتعة بالحكم الذاتيّ ألا وهي ليرويك وهي مركز صلة وصل للنقل الجوي والنقل البحري عبر العبّارات.
تبلغ مساحتها 374 ميل مربع (970 كـم2) وهي بذلك ثالث أكبر جزر إسكتلندا وخامس أكبر الجزر البريطانية بعد جزر بريطانيا العظمى وأيرلندا ولويس وهاريس وسكاي.
يُمكن تقسيم جزيرة مَينلَند إلى أربعة أقسام: الجنوب والغرب والشمال والوسط.
- يوجد في شبه الجزيرة الجنوبية (جنوب مَينلَند) ذات الشكل المتطاول والمناطق الواقعة جنوبي ليرويك مزيج من الأراضي السبخية والأراضي الزراعية وتضم العديد من المواقع الأثرية الهامة.
  - بيغتون
  - ساندويك[2]
  - سكالاوي
  - سومبورغ
- يوجد في القسم الأوسط من مَينلَند أراضي زراعية أكثر وبعض مزارع أراضي الأخشاب.
- غرب مَينلَند
  - Aith
  - وولز
  - ساندنيس
- شمال مَينلَند – وتحديداً شبه جزيرة نورثمافين الكبيرة المتصلة بمَينلَند عبر برزخ ضيق عند مافيس غريند – تتميز منطقة شمال مَينلَند بطبيعتها البرية مع انتشار الكثير من الأراضي السبخية والجروف الساحلية. تحتوي المنطقة الشمالية من الجزيرة على بوغاز سولوم فو والذي يُشكل مستودع نفط الواقع فيها مصدراً هاماً للأعمال بالنسبة للسكان.
  - براي
  - رو الشمالية
  - فيدلين

تعد الجزيرة ثاني أكبر جزر إسكتلندا من حيث عدد السكان بتعداد 18,765 نسمة عام 2011، مقارنةً بالتعداد السابق حين كان عدد السكان 17,550 نسمة عام 2001.